# Autobianchi A112
Autobianchi A112 – mały samochód wytwarzany w latach 1969–1986 przez włoską firmę Autobianchi. W końcowym okresie produkcji sprzedawany był również pod nazwą Lancia A112. W plebiscycie na Europejski Samochód Roku 1970 samochód zajął 2. pozycję (za Fiatem 128).

## Historia modelu

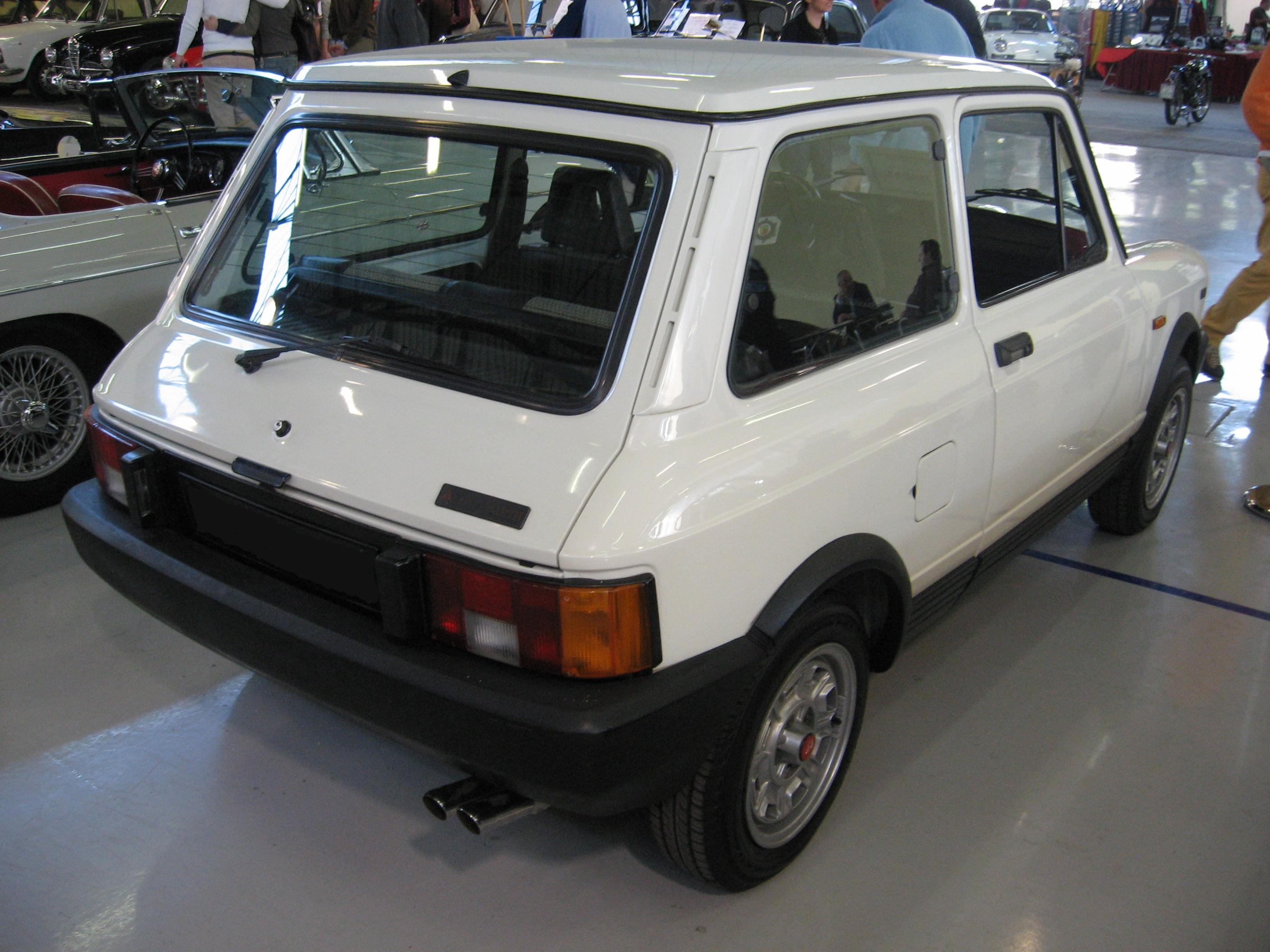
Autobianchi A112 Abarth

Firma Autobianchi została całkowicie przejęta przez koncern Fiata w 1967 roku. Nowy model - A112, który pojawił się pod marką Autobianchi był swego rodzaju platformą testową dla całkowicie nowych rozwiązań jakie miały się pojawić w samochodach tego koncernu. Małe ale wygodne i nowoczesne auto z umieszczonym poprzecznie z przodu silnikiem napędzającym koła przednie stało się podstawą do budowy Fiata 127, który wszedł do produkcji w 1971 roku.
W wyglądzie A112 jak i w zastosowanych rozwiązaniach technicznych trudno nie dopatrzyć się odniesień do produkowanego już wtedy od 10 lat brytyjskiego Mini. O ile jednak czerpano z niewątpliwego sukcesu poprzednika to wprowadzono szereg rozwiązań eliminujących słabe strony brytyjskiej konstrukcji. Jednocześnie na włoskim rynku nie było podobnego modelu w ofercie innych rodzimych producentów. Mini produkowany na licencji także we Włoszech przez Innocenti, choć nie spotykał się tam początkowo z dobrym przyjęciem mógł stanowić zagrożenie z powodu braku konkurencji. Wprowadzenie A112 do oferty największego włoskiego producenta wydawało się trafiać w porę zainteresowania małymi, wygodnymi autami o niewielkich i oszczędnych silnikach oraz przygotowało rynek na wejście Fiata 127.

## Dane techniczne
Silnik oparty był na jednostce wykorzystywanej w Fiacie 850 ("serie 100"). Była to 4-cylindrowa, rzędowa jednostka, której charakterystyczną cechą był kierunek obrotu wału w lewo, przeciwny do większości konstrukcji. Po przeniesieniu go do A112 zmieniono jednak wał korbowy, obracający się teraz w prawo, zwiększono skok tłoka i zastosowano zmieniony wałek rozrządu. Silnik ustawiony był poprzecznie z przodu pojazdu i napędzał koła przednie za pośrednictwem 4-biegowej skrzyni biegów (od 1979 wprowadzono skrzynię 5-biegową). Podczas produkcji A112 korzystano z dwóch podstawowych wersji silnikowych o pojemnościach 903 cm³ (moc 42, 44, 45, lub 47 KM – różnice wynikające m.in. z zastosowania innych gaźników) oraz 965 cm³ (48 KM).
W wersjach sportowych firmowanych przez Abartha były to silniki o pojemnościach 982 cm³ (58 KM), 1049 cm³ (70 KM) i prototypowy 1060 cm³ (85 KM).
Nadwozie posiadało 3 drzwi i w początkowej wersji przeznaczone było dla 4 osób. Od roku 1975 homologacja przewidywała 5 miejsc. Bagażnik miał pojemność 180 l a po złożeniu tylnej kanapy przestrzeń bagażowa powiększała się do 700 l.
Zawieszenie przednie i tylne zaadaptowano z Fiata 128. Z przodu stanowiły je wahacze poprzeczne z kolumnami MacPhersona, z tyłu poprzeczny resor i trójkątne wahacze z amortyzatorami teleskopowymi. Układ hamulcowy dwuobwodowy (z przodu tarcze z tyłu bębny) początkowo nie posiadał wspomagania. Wprowadzone było ono w mocniejszych wersjach silnikowych w trakcie produkcji, by od 1977 roku zagościć we wszystkich produkowanych wersjach.

## Historia produkcji
W całym okresie produkcji powstało 7 serii modelu A112 i szereg wersji różniących się szczegółami wykończenia, wyposażeniem oraz montowanymi silnikami. Jednak przez cały ten czas konstrukcja pojazdu nie uległa poważniejszym zmianom.
Seria I 1967 - 1973 

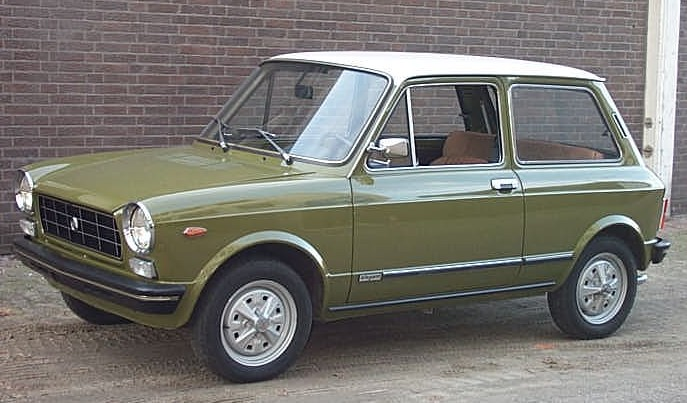
Autobianchi A112E, seria II, 1973

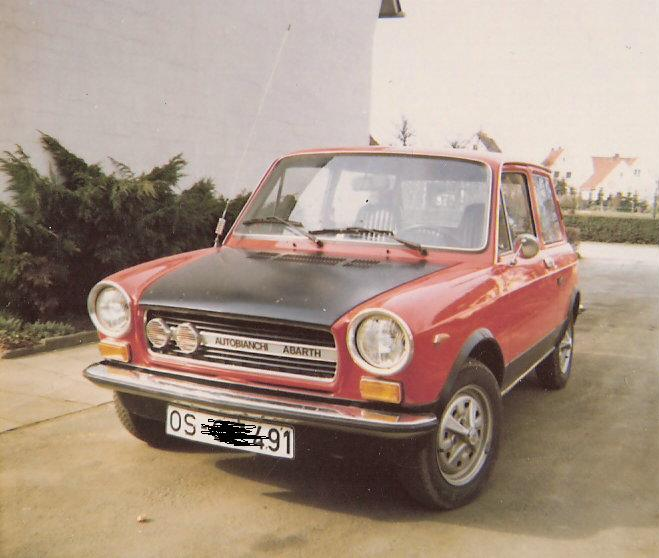
A112 Abarth seria I

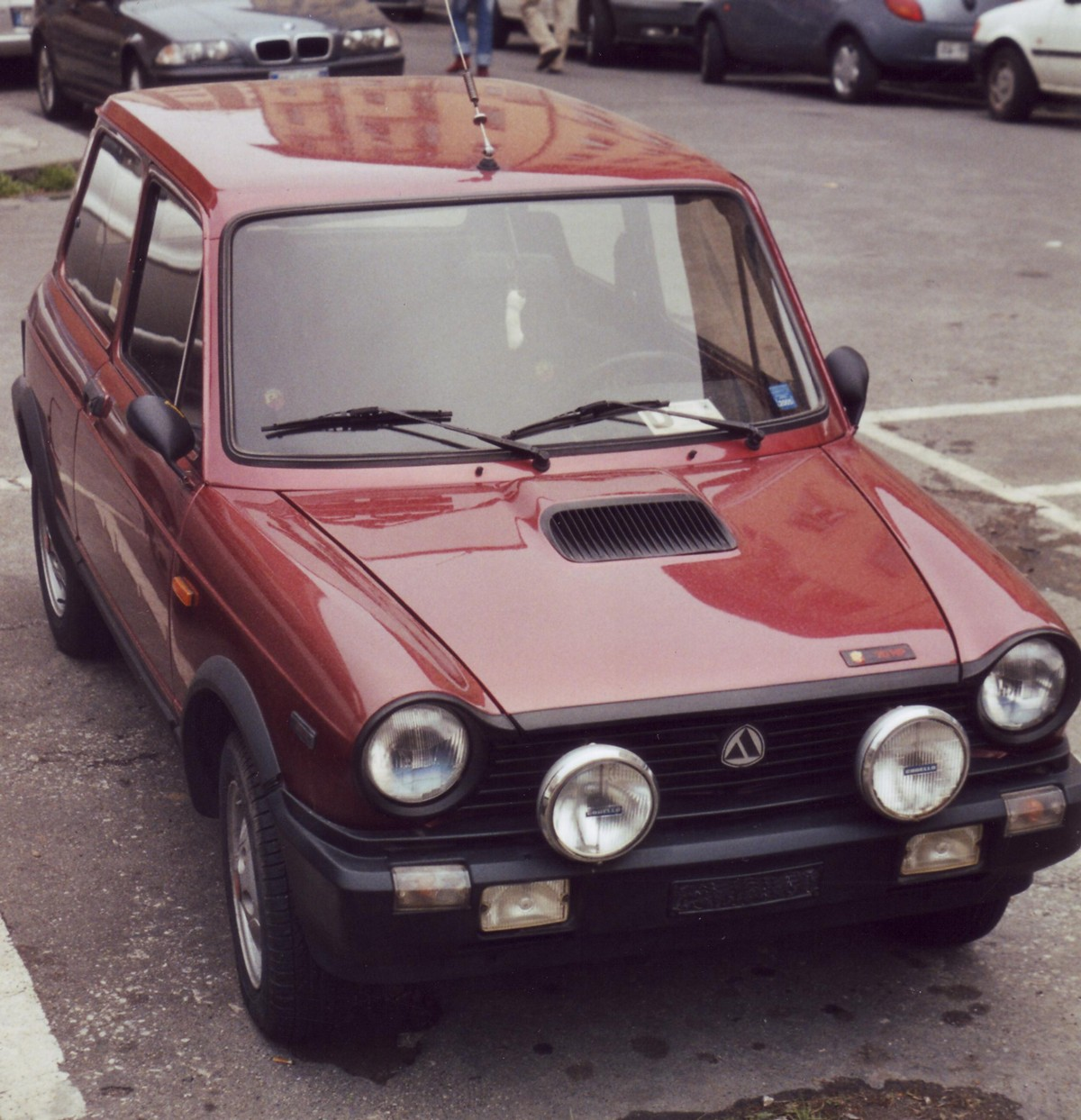
A112 Abarth, seria VII

A112 zadebiutowało w wersji podstawowej z silnikiem o pojemności 903 cm³ o mocy 44 KM. W połączeniu z 4-biegową skrzynią biegów pozwalał on na rozwijanie prędkości do 130 km/h. W roku 1971, równocześnie z wprowadzeniem do produkcji Fiata 127, silnik 903 cm³ otrzymał nowy gaźnik, dzięki czemu osiągał moc maksymalną 47 KM. Wraz z debiutem Fiata 127 pojawia się również wersja A112 E z bogatszym wyposażeniem. Charakterystyczne było pojawienie się dwukolorowych nadwozi (dach w innym kolorze) niewątpliwie nawiązujących stylistycznie do Mini. 
Również w 1971 zadebiutowała wersja A112 Abarth z mocniejszym silnikiem (58 KM) o pojemności 982 cm³, co pozwalało osiągnąć 150 km/h. W związku ze zwiększeniem mocy tej wersji pojazdu zmodernizowano układ hamulcowy wyposażając go we wspomaganie. Zewnętrznie samochód wyróżniał się czerwonym lakierem z czarną maską i logo Abartha na bokach. Na desce pojawił się dodatkowy wskaźnik temperatury i ciśnienia oleju.
- A112 - 903 cm³ (44 KM) - od 1971 47 KM
- A112 E - 903 cm³ (47 KM)
- A112 Abarth - 982 cm³ (58 KM)

Seria II marzec 1973 - 1974 

Zmiany w serii drugiej dotyczą tylko stylistyki. Zmieniły się zderzaki na plastikowe z chromowanym paskiem w miejsce chromowanych z paskiem czarnym, zmienił się kolor przednich kierunkowskazów, atrapa chłodnicy otrzymała nowy wzór ("kratka" w miejsce poziomych pasków), niewielkie zmiany dotyczyły deski rozdzielczej oraz tapicerki.
- A112 - 903 cm³ (47 KM)
- A112 Elegant 903 cm³ (47 KM) - w miejsce wersji E
- A112 Abarth 982 cm³ (58 KM)

Seria III końcówka 1974 - 1977 

W końcowym okresie 1974 roku dokonano zmian we wnętrzu, które powiększyły nieznacznie przestrzeń z tyłu nadwozia co pozwoliło uzyskać homologację dla 5 osób. Światła tylne otrzymały nowy wzór ze zintegrowaną lampą cofania. W silnikach została zredukowana moc w związku z normami emisji spalin. W wersji Abarth oprócz czerwonego pojawiły się dwa nowe kolory nadwozia (odmiany zielonego i niebieskiego). Od 1976 Abarth z silnikiem 982 cm³ ustąpił miejsca nowej wersji z silnikiem 1050 cm³ o mocy 70 KM i prędkości maksymalnej 160 km/h.
- A112 - 903 cm³ (42 KM)
- A112 Elegant - 903 cm³ (42 KM)
- A112 Abarth - 982 cm³ (58 KM) do 1976
- A112 Abarth - 1050 cm³ (70 KM) od 1975

Seria IV 1977 - 1979 

Przełom 1977/1978 przyniósł poważniejsze zmiany. Dach został podniesiony o 2 cm co zwiększyło przestrzeń wewnątrz kabiny. Przeprojektowano wnętrze zmieniając deskę rozdzielczą (wystająca obudowa zintegrowanych zegarów w miejsce niezależnego obrotomierza i prędkościomierza). W wyglądzie zewnętrznym zwracają uwagę wykonane całkowicie z tworzywa sztucznego zderzaki oraz listwy nad progami. Nowa atrapa chłodnicy miała wzór składający się z poziomych elementów, oprawa przednich reflektorów była w czarnym kolorze a na masce pojawił się bardziej wydatny wlot powietrza w miejsce całkowicie płaskiej kratki w poprzednich wersjach. Na tylnym słupku zagościł szerszy, czarny wywietrznik z tworzywa sztucznego. Klamki zewnętrzne miały czarne elementy plastikowe odróżniając się tym samym od poprzednich całkowicie chromowanych. Na tylnym pasie pojawiły się światła o nowym, bardziej wydłużonym kształcie. Do gamy silników dołączyła jednostka o pojemności 965 cm³ i mocy 48 KM (powstała z powiększenia średnicy cylindra wersji 903 cm³). Wszystkie wersje wyposażone były we wspomaganie hamulców.
- A112, A112 Juventus, A112 Appia - 903 cm³ (42 KM)
- A112 Elegant - 965 cm³ (48 KM)
- A112 Abarth - 1050 cm³ (70 KM)
- A112 Abarth Goldring - 1050 cm³ (70 KM)

Seria V 5 marca 1979 - 1982 

Stylistycznie V seria wyróżnia się bocznymi czarnymi panelami, które są połączone z również czarnymi nadkolami i wraz ze zderzakami tworzą wspólną linię wokół nadwozia. Również całkowicie czarna, bardziej wydatna atrapa chłodnicy obejmuje przednie reflektory. Podobnie na tylnym pasie czarna ramka obejmuje światła tylne. Całości dopełniają czarne, większe lusterka boczne. W wyposażeniu dodatkowym pojawił się miękki dach zasłaniany roletą. Istotną zmianą mechaniczną jest wprowadzenie 5-biegowej skrzyni biegów dostępnej z silnikami o pojemności 965 cm³.
- A112 Junior - 903 cm³ (42 KM) - 4 biegi
- A112 Elegant A112 Elite, A112 Appia - 965 cm³ (48 KM) 5 biegów
- A112 Abarth - 1050 cm³ (70 KM)

Seria VI październik 1982 - 1984 

Przednie kierunkowskazy znajdują miejsce w plastikowych zderzakach. Wywietrznik na tylnym słupku miał kolor nadwozia. Po raz kolejny tylne światła otrzymały nowy wzór, pojawiły się na pasie tylnym również lampki oświetlające tablicę rejestracyjną.
Wprowadzono luksusową wersję LX, m.in. w wyposażeniu pojawiły się elektrycznie sterowane szyby przednie, zamszowa tapicerka. Od 1982 roku na rynkach europejskich A112 sprzedawana była jako Lancia A112.
- A112 Junior - 903 cm³ (42 KM)
- A112 LX, A112 Elite, A112 Appia - 965 cm³ (48 KM)
- A112 Abarth - 1050 cm³ (70 KM)

Seria VII kwiecień 1984 - 1985 

W VII serii modyfikacji podległy zderzaki, na które przeniesione zostały tablice rejestracyjne, a w przednich pojawiło się miejsce na światła przeciwmgielne.
- A112 Junior - 903 cm³ (42 KM)
- A112 LX, A112 Elite, A112 Appia - 965 cm³ (48 KM)
- A112 Abarth - 1050 cm³ (70 KM)

Wraz z pojawieniem się w 1985 roku Autobianchi/Lanci Y10 model A112 produkowany był tylko w wersji Junior do roku 1986.
- A112 Junior - 903 cm³ (42 KM)

Łącznie powstało ponad 1 250 000 sztuk (różnice w dostępnych źródłach). Ok. 75% modeli A112 sprzedanych zostało na rynku włoskim. Wersji Abarth (70 KM) powstało 117 tys. sztuk.